# Наумов, Михаил Фёдорович
Михаи́л Фёдорович Нау́мов (1757—1823) — русский генерал-майор, герой Отечественной войны 1812 года, Смоленский комендант.
Родился в 1757 г.; начал службу рядовым в Козловском пехотном полку 1 января 1772 г.; в 1780 г. был произведён в аудиторы, 27 июля 1782 г. — в прапорщики, а 1 января 1786 г. — в поручики с переводом в Херсонский пехотный полк, назначенный в поход против турок.
В составе этого полка Наумов в 1788 г. участвовал в осаде и штурме Очакова и за отличия был произведён в капитаны и получил золотой крест на георгиевской ленте. После расформирования Херсонского полка Наумов был переведён во вновь сформированный Новоингерманландский полк, в котором прослужил до конца 1809 г., причём в 1799 г. был произведён в майоры и в 1804 г. в подполковники.
Поступив в 1805 г. с Новоингерманландским полком в состав армии, действовавшей против французов, Наумов участвовал в нескольких сражениях и за отличия, выказанные в Аустерлицкой битве, во время которой был контужен, получил орден св. Владимира 4-й степени с бантом.
В следующем году полк его вошел в состав Днестровской армии, назначенной для действий против турок. В первый период этой войны Наумов участвовал в нескольких небольших делах с турецкими отрядами, выходившими из Браилова, и за оказанные в них отличия был награждён золотой шпагой с надписью «За храбрость». 30 августа 1807 г. назначен командиром Новоингерманландского полка и 12 декабря того же года был произведён в полковники; 26 ноября того же года был награждён орденом св. Георгия 4-й степени (№ 1856 по списку Григоровича — Степанова)
Тяжело раненый при крепости Журже, Наумов 23 ноября 1809 г. был переведён в Вятский гарнизонный батальон, но, оправившись от раны, 19 февраля 1810 г. снова был назначен командиром Новоингерманландского полка и принимал участие в деле с турками близ крепости Праово, а затем в занятии Праова и Неготика, после чего возвратился в Россию.
27 января 1811 года Наумову поручено было сформировать Воронежский пехотный полк, долженствовавший усилить нашу армию ввиду предстоявшей войны с Наполеоном, причём Наумов был назначен и шефом этого полка. Быстро сформировав полк, Наумов в начале Отечественной войны находился с ним в Санкт-Петербурге, а по открытии военных действий ему поручено было обучить стрельбе, ружейным приемам и строевой службе Петербургское ополчение. Употребив на это всего пять дней, Наумов с Воронежским полком, находясь в отряде Петербургского ополчения, вверенного сенатору Бибикову, вышел 3 сентября на соединение с графом Витгенштейном, после чего участвовал во взятии Полоцка, в деле под Чашниками, при местечке Смолянах и за отличия был награждён орденом св. Владимира 3-й степени.
Выдающимся делом Наумова в Отечественную войну были его действия при переправе французов через р. Березину. Следуя от Смоленска, он узнал, что бывший впереди его под начальством Властова авангард должен был выдерживать на себе напор целого корпуса, прикрывавшего переправу Наполеона. По распоряжению Дибича Наумов с Воронежским и Низовским пехотными полками пошел на поддержку к Властову и явился в то время, когда центр последнего был уже в опасности. Он атаковал французов, напиравших на центр Властова и грозивших прорвать его. Опрокинув неприятеля, Наумов прогнал его за протекавший в тылу у французов ручей, затем перешёл этот ручей и овладел одной французской батареей, а когда она была взята обратно французами, Наумов построил колонну из Воронежского полка и 15-й дружины Санкт-Петербургского ополчения и бегом повёл её против французской кавалерии. Французы устремились на Наумова, последний, остановив колонну, подпустил французов на три сажени и, открыв батальный огонь, ударил в штыки. Французы не выдержали, обратили тыл, и этим был спасен авангард графа Витгенштейна от разгрома корпусом маршала Виктора. За это блистательное дело Наумов был 30 сентября 1813 г. произведён в генерал-майоры.
Участвуя затем в преследовании французов до самой границы, Наумов кампанию 1813 года провел в составе корпуса, осаждавшего Данциг, и за участие во многих делах был награждён орденом св. Анны 2-й степени. После взятия Данцига Наумов оставался в нём до заключения Парижского мира и осенью 1814 года возвратился в Россию.
Здесь он был назначен командиром 2-й бригады 25-й пехотной дивизии в корпусе принца Евгения Виртембергского; в следующем году ходил с своей бригадой во Францию, но участвовать в делах ему не пришлось. Назначенный 10 марта 1819 г. начальником 8-й пехотной дивизии, Наумов командовал ей до 25 июля 1820 г., когда был назначен состоять по армии.
С 5 мая 1822 года до самой своей смерти Наумов был комендантом Смоленска. Умер 17 апреля 1823 г.